# Острів монстрів (фільм, 2004)
Острів монстрів (англ. Monster Island) — телевізійна комедія жахів 2004 року. Автори сценарію — Джек Перес і Адам Гласс.

## Про фільм
Шестеро друзів виграють відпустку до Бермудського трикутника та потрапляють у пастку, врятуватися з якої допомагає лише команда MTV.
Їм належить врятувати Кармен Електру, всі вони борються з монстрами на Острові монстрів.

## Знімались
| Актор                 | Роль           |
| --------------------- | -------------- |
| Кармен Електра        | Кармен Електра |
| Деніел Леттерлі       | Джош           |
| Мері Елізабет Вінстед | Мадді          |
| Ла Ла Ентоні          | Ла Ла Ентоні   |
| Нік Картер            | Нік Картер     |
| Адам Вест             | Гаррігаузен    |
| Кері Ернст Гарт       | Восьмий        |
| Джо Маклеод           | Стак           |
| Челан Сіммонс         | Джен           |
| Джефф Геджис          | Джі Ті         |